# Bosgat
Het Bosgat of Kaperij is een helling in de Vlaamse Ardennen gelegen nabij Schorisse in het Maarkedal - genoemd naar het gelijknamige gehucht Bosgat op de top - in de Belgische provincie Oost-Vlaanderen. De aanloop naar de helling bestaat uit kasseien. Het Bosgat ligt iets ten zuiden van de Heide, de Stokstraat en de Steenbeekberg.
Na de top gaat de weg langzaam oplopend door naar de top van de Hoppeberg.
Het Bosgat wordt ook wel Kaperij genoemd, naar de straatnaam.

## Wielrennen
De helling wordt in de Omloop Het Volk voor Beloften beklommen. De helling is driemaal (2011, 2014, 2015) opgenomen in de Ronde van Vlaanderen. In 2011 voor de eerste maal beklommen, tussen de Rekelberg en de Oude Kruisens. In 2014 en 2015 wordt ze beklommen tussen Valkenberg en Kanarieberg.
De helling is eenmaal (2015) opgenomen in de Omloop Het Nieuwsblad, tussen de Valkenberg en de Oude Kruisens.
Bovenaan de Bosgatstraat werd in de jaren 70 een uitkijkplatform gebouwd, dat in 2021 werd vernieuwd. De Bosgatstraat geeft ook toegang tot het Bos Ter Rijst.
De helling zit ook in de recreatieve fietsroutes LF Vlaanderenroute en LF Heuvelroute.

## Afbeeldingen

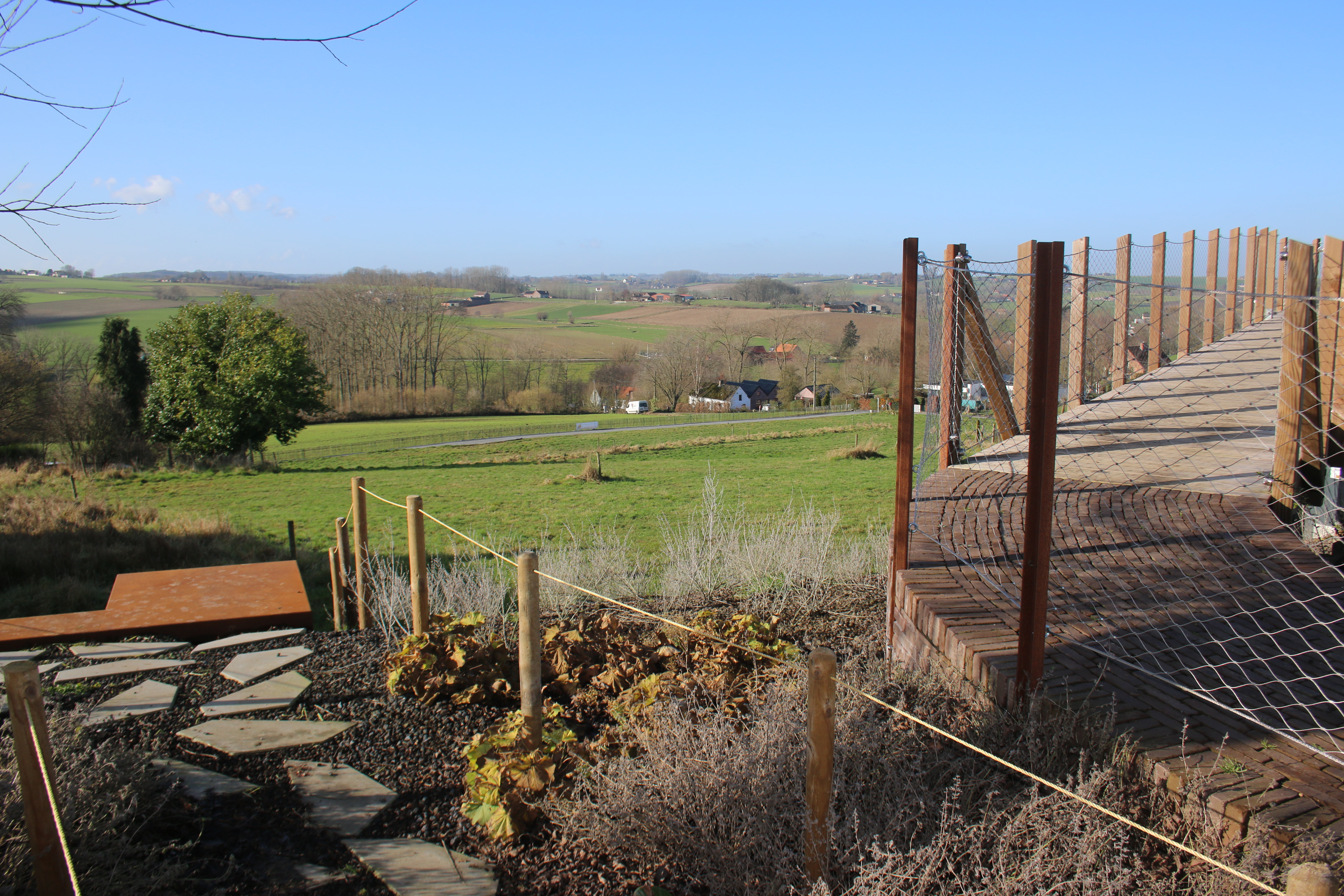
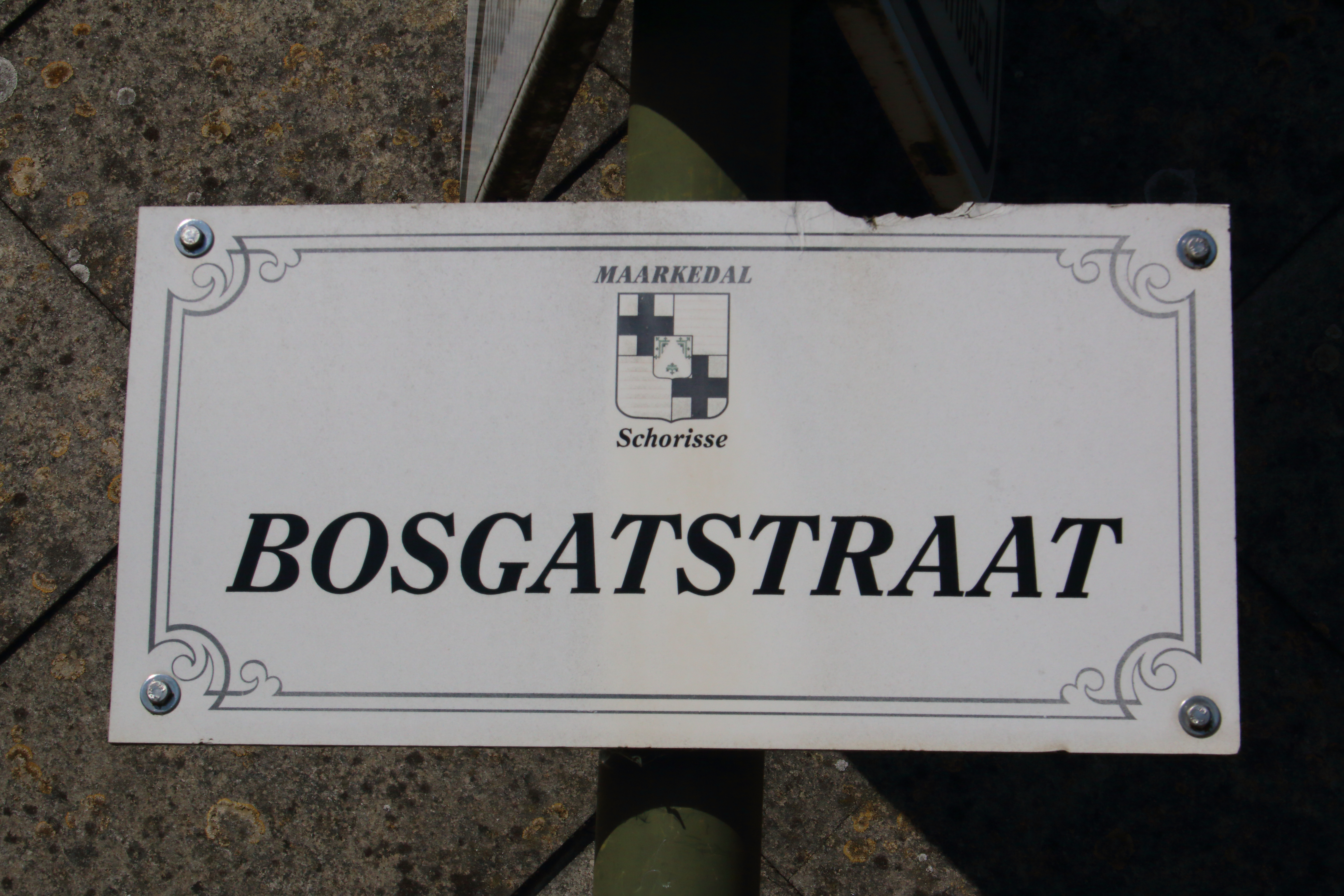
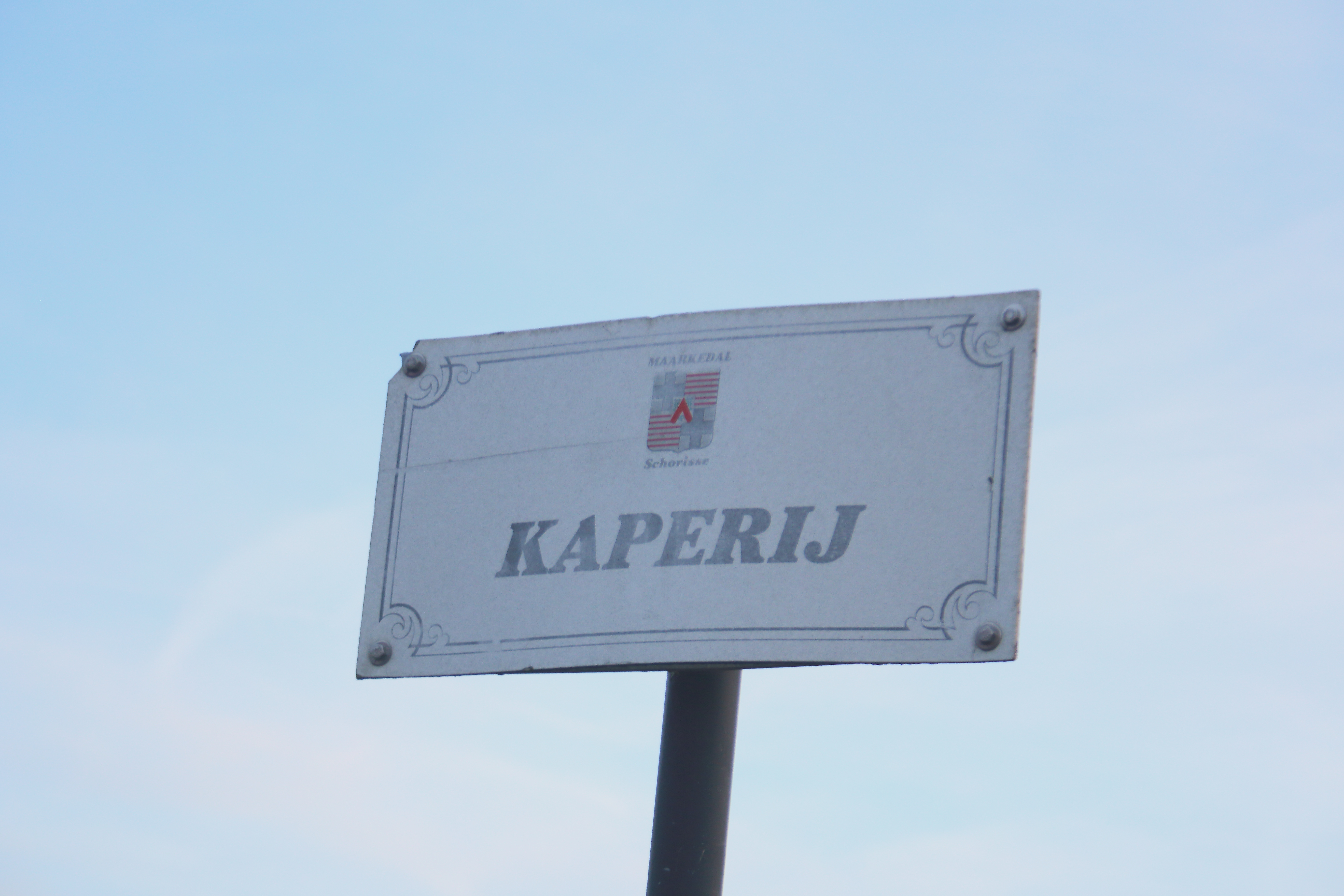
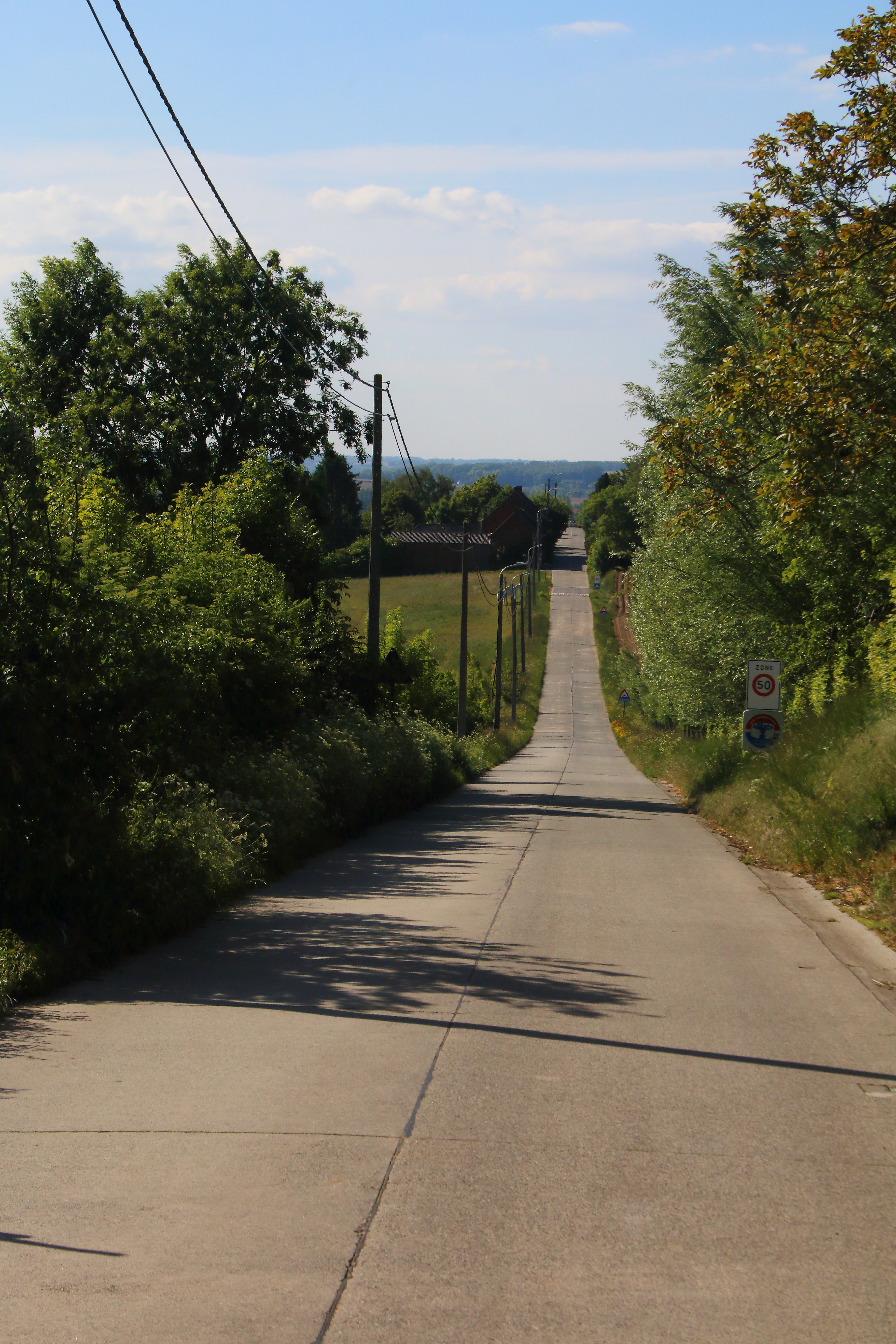
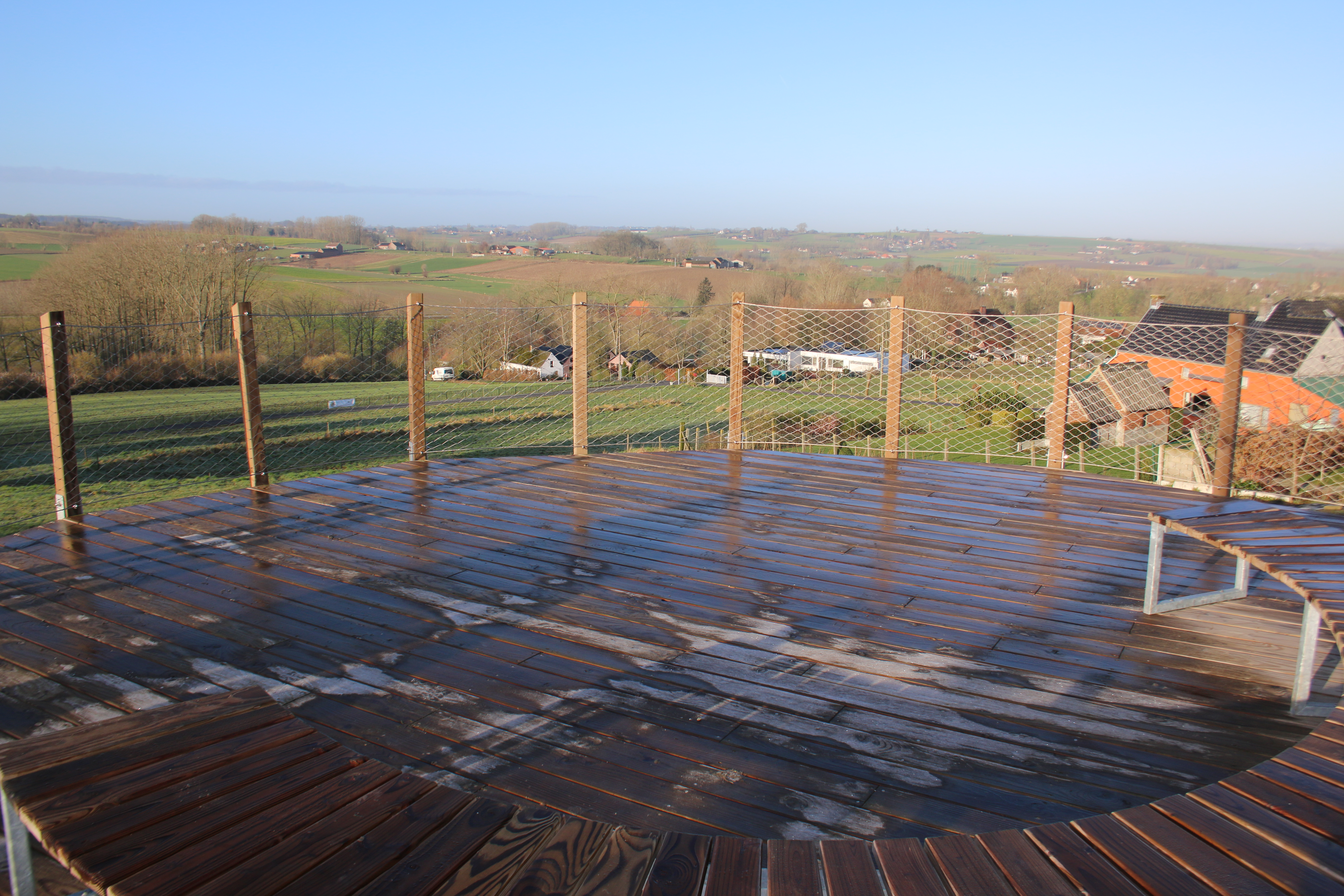
Uitkijkplatform Bosgatstraat